# Crassa unitella
Crassa unitella là một loài bướm đêm thuộc họ Oecophoridae. Nó được tìm thấy ở hầu hết châu Âu.
Sải cánh dài 18–20 mm. Con trưởng thành bay từ đầu tháng 6 đến the end of tháng 8.
Ấu trùng ăn gỗ chết và nấm ở dưới vỏ nhiều cây.

## Hình ảnh

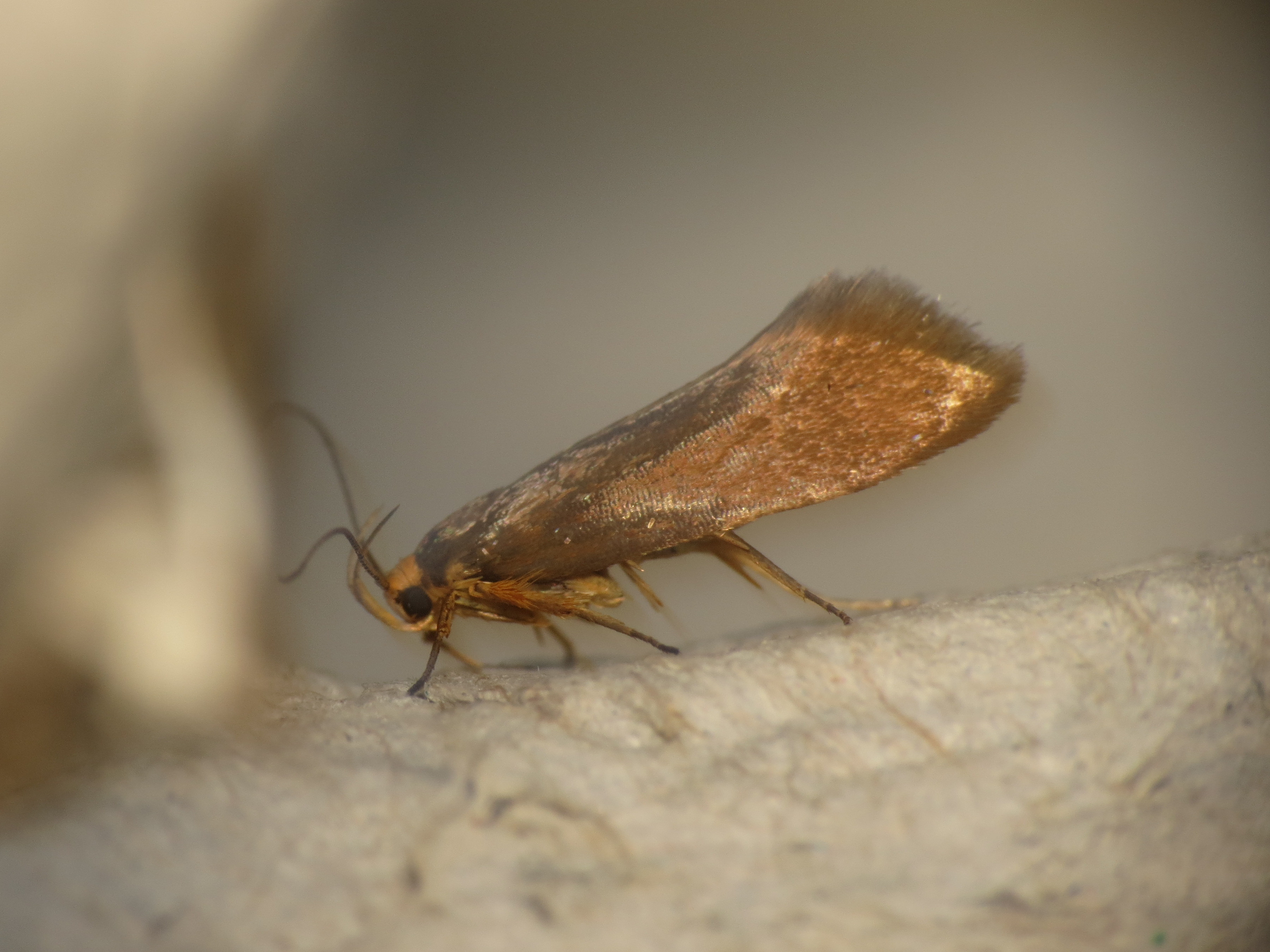
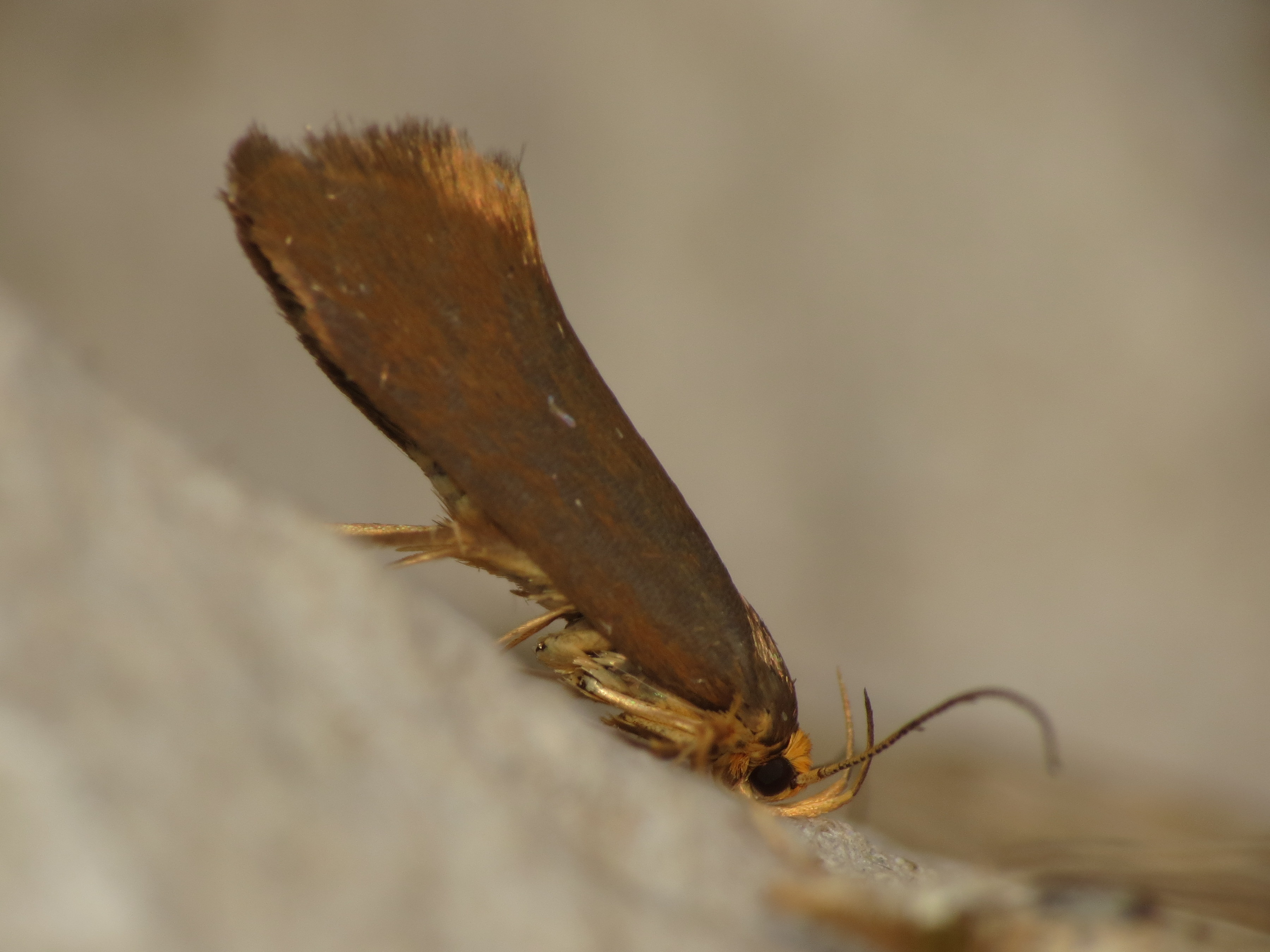
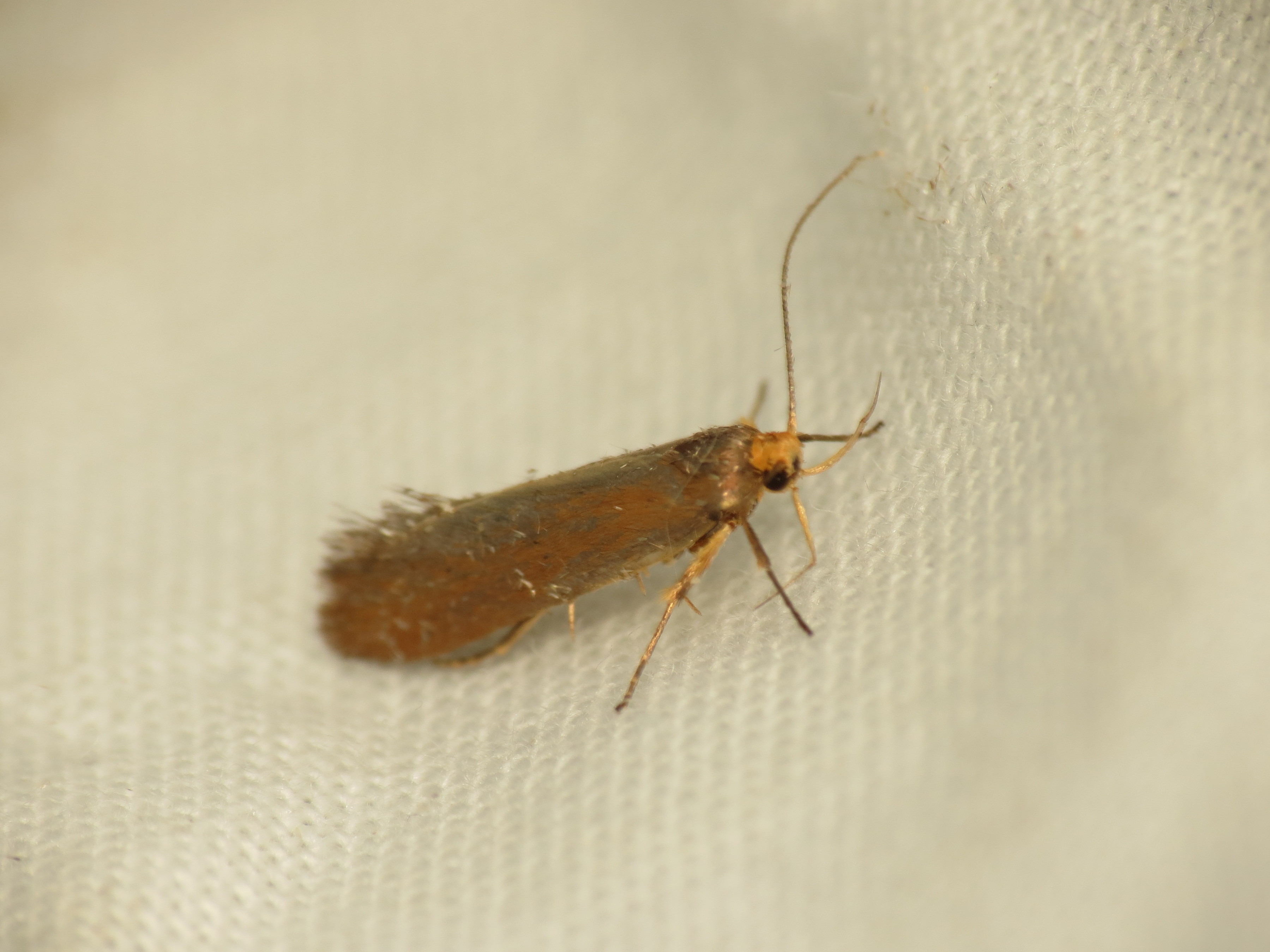
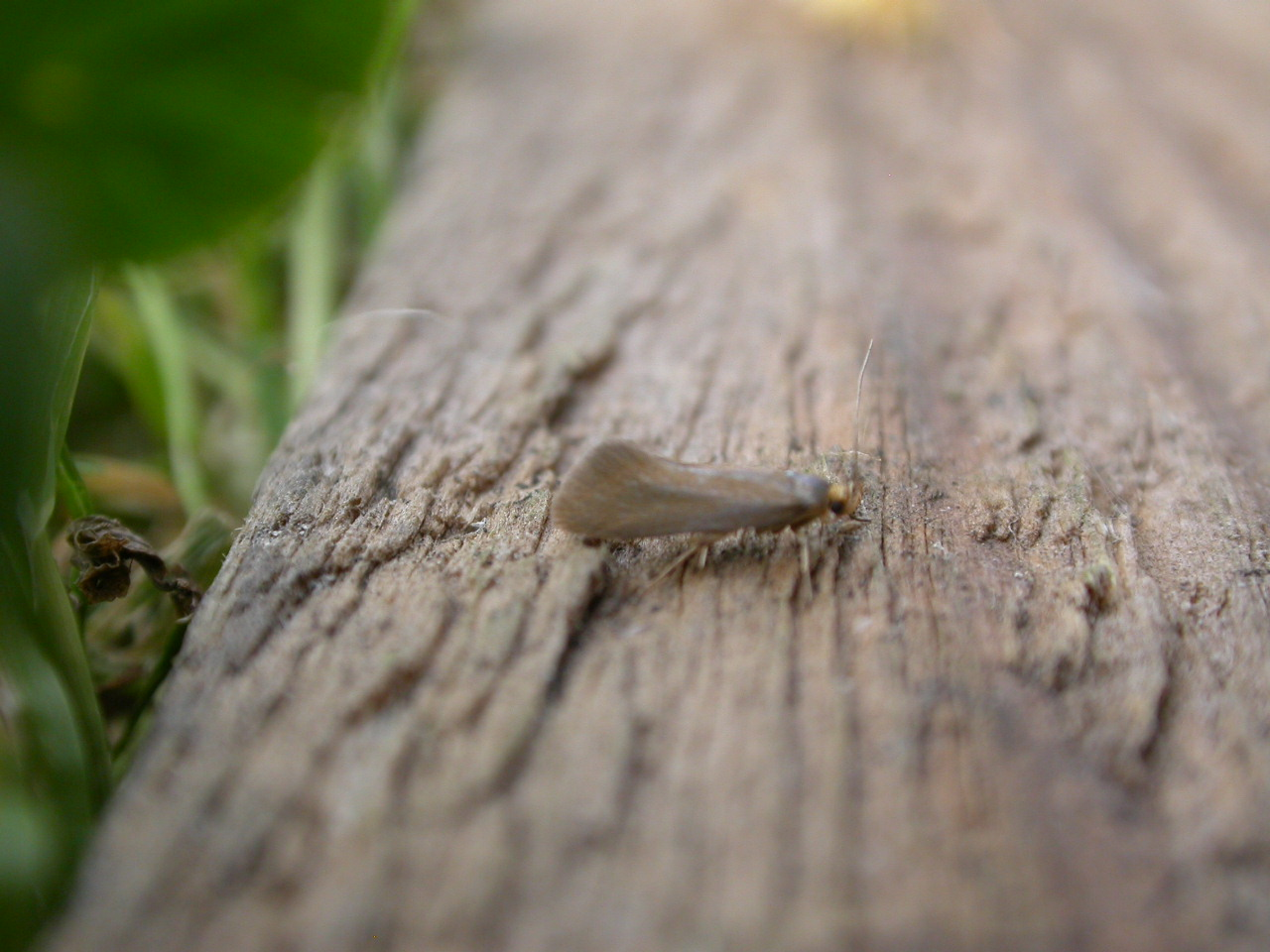